# King Kong (film 1976)
King Kong – amerykański film fabularny z 1976 roku w reżyserii Johna Guillermina. Film nakręcono na podstawie opowiadania Meriana C. Coopera i Edgara Wallace’a oraz scenariusza z 1933 roku Jamesa Creelmana i Ruth Rose. 
Rolę Dwan miała zagrać Barbra Streisand, a reżyserem miał być Roman Polański, lecz odrzucił propozycję. 
Film był kręcony w Nowym Jorku, Los Angeles, Culver City, San Pedro i na Hawajach.

## Obsada
- Jessica Lange jako Dwan
- Jeff Bridges jako Jack Prescott
- Charles Grodin jako Fred Wilson
- John Randolph jako kapitan Ross
- René Auberjonois jako Roy Bagley
- Julius Harris jako Boan
- Jack O’Halloran jako Joe Perko
- Dennis Fimple jako Sunfish
- Ed Lauter jako Carnahan
- Jorge Moreno jako Garcia
- Mario Gallo jako Timmons
- John Lone jako chiński kucharz
- Garry Walberg jako generał
- John Agar jako urzędnik
- Keny Long jako tubylec w małpiej masce
- Sid Conrad jako prezes Petrox
- George Whiteman jako pilot helikoptera
- Wayne Heffley jako generał lotnictwa
- Rick Baker jako King Kong
- Peter Cullen jako King Kong (głos)

## Fabuła
Statek badawczy kompanii naftowej Petrox wyrusza w rejony południowego Pacyfiku. Zespołem dowodzi chciwy Fred Wilson (Charles Grodin), który ma za zadanie znalezienie ropy naftowej. Na pokład statku dostał się też paleontolog Jack Prescott (Jeff Bridges), który szuka tajemniczej wyspy. Towarzyszy im piękna blondynka Dwan (Jessica Lange). Niebawem wyprawa dociera do nieznanego lądu. Ekspedycja wyrusza w głąb wyspy i odnajduje wioskę z tubylcami. Okazuje się, że jej mieszkańców terroryzuje ogromna małpa – King Kong. Zwierzę porywa Dwan, a członkowie załogi ruszają jej na ratunek.